# Ulster Volunteer Force
Die Ulster Volunteer Force (kurz UVF) ist eine 1912 gegründete protestantisch-unionistische Miliz sowie eine 1966 gegründete, loyalistisch orientierte terroristische Organisation in Nordirland, deren Ziel es ist, den Anschluss Nordirlands an die Republik Irland zu verhindern und die Zugehörigkeit zu Großbritannien zu erhalten. Der UVF werden ungefähr 400 politisch motivierte Morde im Zeitraum von 1966 bis 2003 zugerechnet. 

## UVF 1912

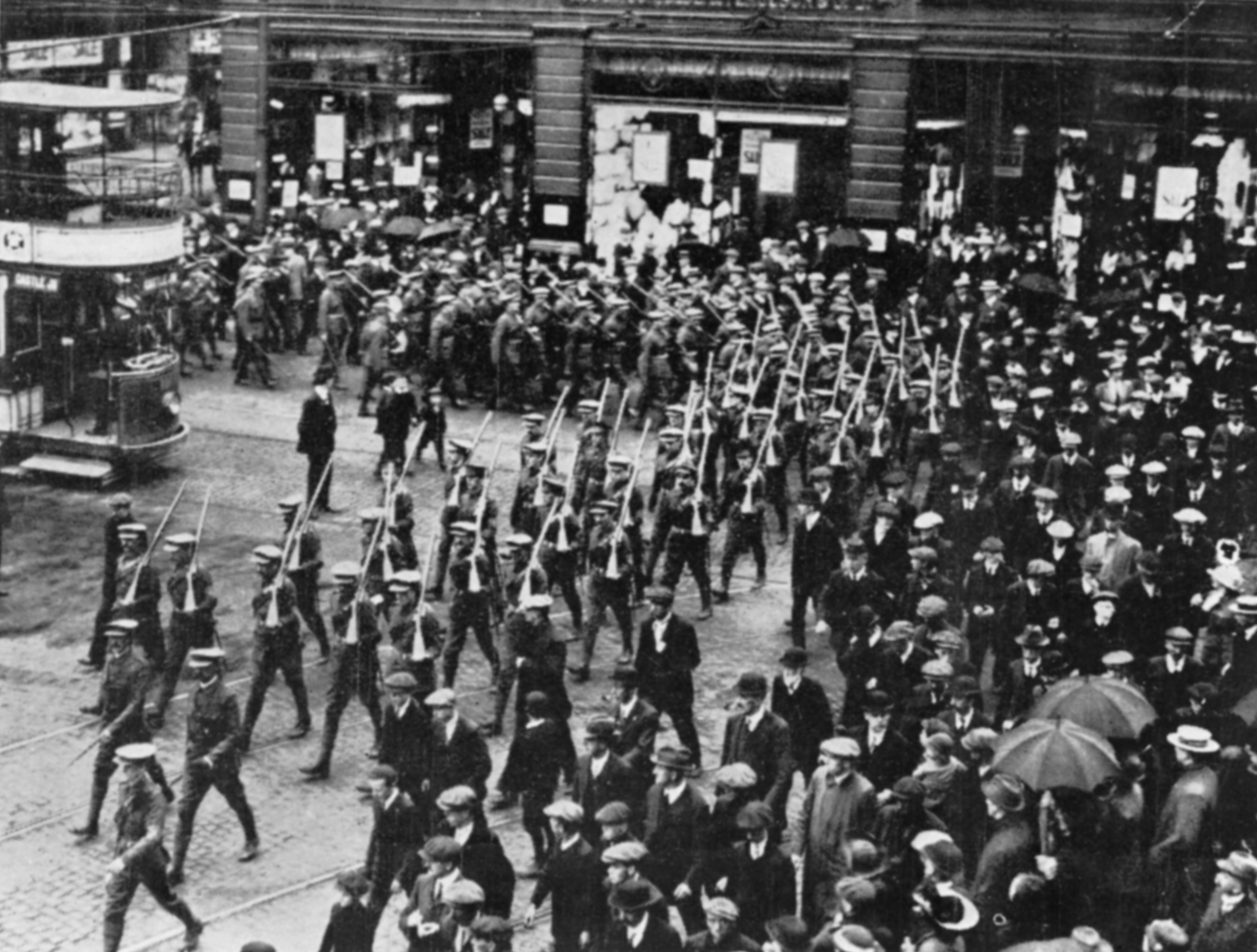
Mitglieder der UVF in Belfast, 1914.

Die erste UVF wurde 1912 von Edward Carson und James Craig als unionistische Miliz gegründet, welche schnell ca. 90.000 Mitglieder umfasste. Materielle Unterstützung erhielt die Organisation dabei von ehemaligen Armeeoffizieren. Im Frühjahr 1914 wurden insgesamt 20.000 Gewehre in Hamburg gekauft und in einem norwegischen Frachtschiff über Larne und Bangor nach Irland geschmuggelt. Die deutschen Behörden drückten möglicherweise ein Auge zu, unterstützten die Aktion aber nicht. Teilweise stammten die Waffen aus Österreich-Ungarn. 1914 meldeten sich viele Mitglieder bei Kriegsausbruch freiwillig zur Armee und bildeten dort u. a. die 36th (Ulster) Division, welche im Juli 1916 in der Schlacht an der Somme weitgehend aufgerieben wurde. Nach 1921 schlossen sich viele ehemalige UVF-Mitglieder den B-Specials und anderen militärischen und paramilitärischen Verbänden des nordirischen Staates an.

## UVF 1966

Pro-UVF Wandbild, Carrickfergus, 2007.

Eine neue UVF wurde Mitte der 1960er Jahre gegründet; die ersten Morde 1966 im Vorfeld der „Troubles“ wurden von der UVF begangen, welche damals mit den von Ian Paisley initiierten Ulster Protestant Volunteers eng verknüpft war. Im Juni 1966 wurde die UVF von der nordirischen Regierung verboten; bis 1971 arbeitete die UVF eng mit der paramilitärischen Organisation Tara zusammen. 
Ein stärkerer Zustrom an neuen Mitgliedern setzte ab 1969 mit dem Wiedererstarken der IRA ein. In den siebziger Jahren war die UVF, welche ihre Hochburgen in den protestantischen Arbeitervierteln Belfasts hat, für einige der schwersten Anschläge in Nordirland, aber auch in der Republik verantwortlich, so auf eine Bar in Belfast im Dezember 1971 (15 Tote), in Dublin und Monaghan am 17. Mai 1974 (33 Tote) und am 2. Oktober 1974 (12 Tote). Dennoch wurde die UVF vom April bis Oktober 1974 legalisiert. Gleichzeitig entwickelte sich unter den gefangenen UVF-Mitgliedern um Gusty Spence eine Tendenz zur Politisierung der Organisation und zur Abkehr von Morden an katholischen Zivilisten. Ausdruck dieser Tendenz war 1979 die Gründung der Progressive Unionist Party (PUP), welche als politischer Arm der UVF gilt und eine widersprüchliche Politik zwischen paramilitärischem Loyalismus und progressiver Sozialpolitik zu verkörpern versucht. 
1996 spalteten sich radikale Teile der UVF ab und konstituierten sich als Loyalist Volunteer Force (LVF). Am 10. Januar 2000 wurde Richard Jameson, einer der Anführer der Mid-Ulster Brigade der UVF von der rivalisierenden Loyalist Volunteer Force (LVF) erschossen. Dieses führte zur Eskalation der Fehde zwischen den beiden loyalistischen Gruppen.
Das Karfreitagsabkommen vom 10. April 1998 beendete die Kämpfe weitgehend, 2005 begann die UVF allerdings, gewalttätig gegen die LVF vorzugehen, und erschoss mindestens sechs mutmaßliche Mitglieder dieser Organisation.
Am 3. Mai 2007 erklärte die Führung, endgültig der Anwendung von Gewalt abzuschwören. Damit sei verbunden, dass die UVF aufhöre, als paramilitärische Organisation zu existieren. Gleichwohl werde sie nicht ihre Waffen abgeben, sondern nur unzugänglich machen. Erst im Juni 2009 erfolgte die Erklärung, dass das gesamte Arsenal permanent unbenutzbar gemacht worden sei. Dies wurde von der unabhängigen Abrüstungs-Kommission unter der Leitung des kanadischen Generals John de Chastelain überwacht und verifiziert.
Im Januar 2012 erhob die nordirische Polizeiführung den Vorwurf, die UVF sei zusammen mit der UDA für die Eskalation der Gewalt bei loyalistischen Demonstrationen gegen den Beschluss des Belfaster Stadtrats, auf dem Rathaus nicht mehr permanent die britische Flagge zu hissen, verantwortlich.